# Томків Анатолій Миколайович
Анато́лій Микола́йович Томків (1 січня 1954, с. Конятин Путильський район Чернівецька область — 6 серпня 2025) — український письменник і журналіст, член НСЖУ.

## Життєпис
Народився в родині педагогів.
Випускник Чернівецького державного університету (зараз — ЧНУ імені Юрія Федьковича), філологічного факультету.
Викладав українську мову та літературу у буковинських селах Підзахаричі та Селятин.
З 1978 — диктор Чернівецького обласного радіо та телебачення, редактор і ведучий передач для дітей молодіжної редакції обласного ТБ для телебачення України.
Під час військової служби пише для газети «Бойова слава» Чернівецького гарнізону.
З початку 1990-х працював головним спеціалістом, керівником прес-служби Представника Президента України у Чернівецькій області, згодом прес-секретарем голів Чернівецької обласної державної адміністрації Івана Гнатишина та Михайла Романіва, керує відділом зв'язків з громадськістю Чернівецької обласної ради, очолюваної Іваном Шилепницьким, на громадських засадах редагує газету УДАІ УМВС України в Чернівецькій області.
З 2005 редагував до випуску інформаційні програми обласного радіо.
Учасник і призер багатьох республіканських конкурсів у жанрі радіожурналістики, член спілки журналістів України.
Був нагороджений почесною відзнакою Чернівецької обласної ради та обласної державної адміністрації «Буковина».
З 2009 редагував газету УДАІ УМВС України в Чернівецькій області «Дорожній вісник».
Помер 6 серпня 2025 року.

## Літературна діяльність
Є автором численних нарисів, новел, шкіців та психологічних замальовок: «Без проблем», «Храму не буде», «Порядок», «Третя сила» та інші. Його авторською жанрологічною інновацією є мікрокіносценарії. Оповідь у творі ведеться за фільмографічним принципом. Працює над ритмічною організацією тексту і звукописом, що забезпечує легкість читання і декламативного виконання. Тому кожна з робіт уже орієнтована на сцену, виконання — Анатолій Томків майстерно виконує як короткі шкіци, так і новели та оповідання.
Працює на стику журналістики, публіцистики та історико-біографічної прози.
Книги:
- Хто пацив, той знає … : новели, нариси / Анатолій Томків. — Чернівці: Букрек, 2011. — 127 с. — ISBN 978-966-399-328-7
- В Євросоюз через Кінашку: новели / Анатолій Томків. — Чернівці: Букрек, 2013. — 278 с. — ISBN 978-966-399-547-2

Разом із Ігорем Доголічем та І. Добровольським упорядкував видання:
- Буковинська автоінспекція на сторінках газети «Дорожній вісник» / [підгот.: І. Доголіч та ін.]. — Чернівці: Друк Арт, 2013. — 147 с. — ISBN 978-966-2021-74-5